# Csiroleon tumidipalpus
Csiroleon tumidipalpus is een insect uit de familie van de mierenleeuwen (Myrmeleontidae), die tot de orde netvleugeligen (Neuroptera) behoort. 
Csiroleon tumidipalpus is voor het eerst wetenschappelijk beschreven door New in 1985.